# Linothorax
Een linothorax is een bovenlichaamharnas uit (het Oude Nabije Oosten en) de Klassieke Oudheid.
Het is een variant op het kuras of de spierkuras van de Grieken. Waarschijnlijk vonden de oude Egyptenaren dit pantser uit. De eerste geschreven bron waar we zeker van weten dat het om een linothorax gaat dateert echter van de dichter Alcaeus (650-550 v.C.). We vonden ze terug op kunst van de Kelten en de Grieken gebruikte het harnas later. Het harnas was gemaakt van vlas, waarvan ook linnen wordt gemaakt. (Vandaar de naam lino-thorax van oude woorden voor linnen en borst.) Vlas was namelijk zeer goedkoop, dit in tegenstelling tot leer, dat ook nog eens zeer zwaar bewerkt moest worden. Een linothorax kon zelfs thuis gefabriceerd worden. Het was een zeer licht en hard harnas, maar toch ook flexibel en buigbaar. We weten niet hoe het gemaakt werd, want vlas is een materiaal dat snel vergaat. Sommige bronnen zeggen dat het onder hoge druk werd geperst met lijm tussen, terwijl andere suggereren dat het genaaid werd, net zoals bij de Middeleeuwse gambesons. Het harnas werkt als een soort kevlar: Het verdeelt de druk en weert projectielen af, waardoor soldaten niet gewond werden of alleen oppervlakkige vleeswonden. Alleen een slinger zou misschien een soldaat met een linothorax kunnen verwonden, maar dat is niet zeker. Beroemde gebruikers van de linothorax zijn o.a. Alexander De Grote, Philippus II van Macedonië en Mithridates VI Van Pontus.